# Yūki Uchida
Yuki Uchida (内田有紀  Uchida Yuki?, n. 16 de noviembre de 1975 en Tokio) es una actriz, cantante y modelo japonesa. Fue una idol en la década de los 90.

## Filmografía

### Dramas
| Título romaji                                                                   | Título en japonés                                       | Cadena                | Año       |
| ------------------------------------------------------------------------------- | ------------------------------------------------------- | --------------------- | --------- |
| Sono Toki, Heart wa Nusumareta                                                  | その時、ハートは盜まれた                                | Fuji TV               | 1992      |
| Hitotsu Yane no Shita                                                           | ひとつ屋根の下                                          | Fuji TV               | 1993      |
| If Moshimo (cameo ep. 8)                                                        | If もしも                                               | Fuji TV               | 1993      |
| Jajauma Narashi                                                                 | じゃじゃ馬慣らし                                        | Fuji TV               | 1993      |
| Aogeba Tōtoshi                                                                  | 仰げば尊し                                              | Fuji TV               | 1994      |
| Yonimo Kimyō na Monogatari '94 Fuyu no Tokubetsu hen "Kokoro no Koe ga Kikoeru" | 世にも奇妙な物語 94'冬の特別編「心の声が聞こえる」      | Fuji TV               | 1994      |
| Toki o Kakeru Shōjo                                                             | 時をかける少女                                          | Fuji TV               | 1994      |
| Jū Nana Sai                                                                     | 17才                                                    | Fuji TV               | 1994      |
| Hanjuku Tamago                                                                  | 半熟卵                                                  | Fuji TV               | 1994      |
| Campus Note                                                                     | キャンパス・ノート                                      | TBS                   | 1996      |
| Tsubasa o Kudasai!                                                              | 翼をください!                                           | Fuji TV               | 1996      |
| Akimahende!                                                                     | あきまへんで！                                          | TBS                   | 1998      |
| Amai Seikatsu                                                                   | 甘い生活。                                              | NTV                   | 1999      |
| Kōri no Sekai                                                                   | 氷の世界                                                | Fuji TV               | 1999      |
| Tenshi ga Kieta Machi                                                           | 天使が消えた街                                          | NTV                   | 2000      |
| Namida o Fuite                                                                  | 涙をふいて                                              | Fuji TV               | 2000      |
| Big Wing                                                                        | ビッグウイング                                          | TBS                   | 2001      |
| Kita no Kuni Kara 2002 Yuigon                                                   | 北の国から2002 遺言                                     | Fuji TV               | 2002      |
| Dare Yorimo Mama wo Ai su                                                       | 誰よりもママを愛す                                      | TBS                   | 2006      |
| Maguro                                                                          | マグロ                                                  | TV Asahi              | 2007      |
| Matsumoto Seichō Special Chihōshi o Kau Onna                                    | 松本清張スペシャル・地方紙を買う女                      | NTV                   | 2007      |
| Bambino!                                                                        | バンビーノ!                                             | NTV                   | 2007      |
| Iryū 2: Team Medical Dragon 2                                                   | 医龍-Team Medical Dragon-2                              | Fuji TV               | 2007      |
| Innocent Love                                                                   | イノセント・ラヴ                                        | Fuji TV               | 2008      |
| Yonimo Kimyō na Monogatari '08 Aki no Tokubetsu hen "Body Rental"               | 世にも奇妙な物語 08'秋の特別編「ボディレンタル」        | Fuji TV               | 2008      |
| Kami no Shizuku                                                                 | 神の雫                                                  | NTV                   | 2009      |
| Gine Sanfujinka no Onnatachi                                                    | ギネ 産婦人科の女たち                                   | NTV                   | 2009      |
| Kenji Onijima Hēhachirō                                                         | 検事・鬼島平八郎                                        | TV Asahi              | 2010      |
| Taisetsu na Koto wa Subete Kimi ga Oshiete Kureta                               | 大切なことはすべて君が教えてくれた                      | Fuji TV               | 2011      |
| Don Quixote                                                                     | ドン★キホーテ                                           | NTV                   | 2011      |
| Kikyō                                                                           | 帰郷                                                    | TBS                   | 2011      |
| Saigo Kara Nibanme no Koi                                                       | 最後から二番目の恋                                      | Fuji TV               | 2012      |
| Hayami San to Yobareru Hi Special Zenpen                                        | 早海さんと呼ばれる日スペシャル 前編                     | Fuji TV               | 2012      |
| Mirai Nikki: Another World                                                      | 未来日記-ANOTHER:WORLD- Episodio 10                     | Fuji TV               | 2012      |
| Bayside Shakedown: The Last TV Salary Man Keiji to Saigo no Nanjiken            | 踊る大捜査線 THE LAST TV サラリーマン刑事と最後の難事件 | Fuji TV               | 2012      |
| Doctor-X: Gekai Daimon Michiko                                                  | ドクターX〜外科医・大門未知子〜 Series 1-3              | TV Asahi              | 2012-2014 |
| Saki                                                                            | サキ                                                    | KTV y Media Mix Japan | 2013      |
| Kaen Kita no Eiyū Aterui Den                                                    | 火怨・北の英雄 アテルイ伝                               | NHK                   | 2013      |
| Doubles: Futari no Keiji                                                        | ダブルス〜二人の刑事                                    | TV Asahi              | 2013      |
| Gunshi Kanbei                                                                   | 軍師官兵衛                                              | NHK                   | 2014      |
| Zoku Saigo Kara Nibanme no Koi                                                  | 続・最後から二番目の恋                                  | Fuji TV               | 2014      |
| Dr.Rintarō                                                                      | Dr.倫太郎                                               | NTV                   | 2015      |
| Haburashi / Onna Tomodachi                                                      | はぶらし／女友だち                                      | NHK BS Premium        | 2016      |
| Naomi and Kanako                                                                | オミとカナコ                                            | Fuji TV               | 2016      |

### Películas
| Título romaji               | Título en japonés                         | Título internacional                    | Año  |
| --------------------------- | ----------------------------------------- | --------------------------------------- | ---- |
| Hana Yori Dango             | 花より男子                                | (Boys Over Flowers)                     | 1995 |
| Cat's Eye                   | Cat's Eye                                 | Cat's Eye                               | 1997 |
| BEAT                        | BEAT                                      | BEAT                                    | 1998 |
| Kantoku Banzai!             | 監督・ばんざい!                           | Glory to the Filmmaker!                 | 2007 |
| Quiet Room Ni Yôkoso        | クワイエットルームにようこそ              | Welcome to the Quiet Room               | 2007 |
| ZEN                         | 禅 - ZEN                                  | Zen                                     | 2009 |
| Bayside Shakedown 3         | 踊る大捜査線 THE MOVIE3 ヤツらを解放せよ! | Bayside Shakedown 3: Set the Guys Loose | 2010 |
| Bakamono                    | ばかもの                                  | Bakamono                                | 2010 |
| Bayside Shakedown The Final | 踊る大捜査線 THE FINAL 新たなる希望       | The Bayside Shakedown the Final         | 2012 |
| It's me, It's me            | 俺俺                                      | It's me, It's me                        | 2013 |

### Películas televisivas
| Título romaji:     | Odoru daisosasen bangaihen - Wangansho fukei monogatari shoka no kôtsûanzen special |
| Título en japonés: | 踊る大捜査線 番外編湾岸署婦警物語 初夏の交通安全スペシャル                          |
| Traducción:        | Bayside Shakedown: Wangan Police Station Female Police Officers' Story              |
| Aired:             | Fuji TV - 1998                                                                      |

## Discografía

### Álbumes
| Título romaji                    | Título en japonés             | Información | Referencias | Oricon |
| -------------------------------- | ----------------------------- | ----------- | ----------- | ------ |
| Junjou Karen Otome Moyou         | 純情可憐乙女模様              | 1995/02/08  | KICS-470    | 1      |
| Mi-Chemin                        | Mi-Chemin                     | 1995/09/21  | KICS-510    | 3      |
| Merry Christmas For You          | Merry Christmas For You       | 1995/11/22  | KICS-530    | 19     |
| Ai no Baka                       | 愛のバカ                      | 1996/03/23  | KICS-540    | 20     |
| nakitakunalu                     | 泣きたくなる                  | 1996/10/10  | KICS-600    | 18     |
| Present - Uchida Yuki Best Album | Present ~内田有紀 Best Album~ | 1997/12/03  | KICS-630    | 33     |